# Санкт-Петербургский гуманитарный институт
Санкт-Петербургский гуманитарный институт — высшее учебное заведение, основанное в 1985 году, осуществляющее подготовку и переподготовку педагогических кадров в системе Министерства образования и науки Российской Федерации, в качестве обособленного учебного подразделения входит в состав Санкт-Петербургского политехнического университета Петра Великого.

## Основная история

### Предыстория
В 1902 году в учебный процесс экономического отделения Императорского Санкт-Петербургского политехнического института были включены различные гуманитарные науки: всеобщая история, юридические и социологические науки, иностранные языки, богословие, новейшая российская и зарубежная история, философия и политическая экономия. После Октябрьской революции с 1918 по 1928 год в учебные программы Петроградского политехнического института были включены в обязательный цикл общественных наук такие программы как: политическая экономия и экономическая политика, история пролетарской революции, современный социализм и история социалистических учений, российская и зарубежная история XIX—XX веков, исторический материализм..
В 1934 году в структуре Ленинградского политехнического института имени М. И. Калинина были созданы основные четыре кафедры в области гуманитарной направленности: политической экономии, диалектического и исторического материализма, иностранных языков и марксистской истории техники. В 1938 году была создана —  кафедра марксизма-ленинизма. В 1950 году была создана — кафедра русского языка для иностранцев. В 1957 году была создана — кафедра истории КПСС, а в 1963 г. создана — кафедра научного коммунизма. В 1970 году был создан Совета кафедр общественных наук под руководством член-корреспондента АН СССР В. С. Смирнова.

### История
В 1985 году было принято решение о концентрации всех кафедр гуманитарной направленности в едином центре, в связи с этим был создан Факультет общественных наук, сосредоточивший в своей структуре кафедры политической экономии, марксистско-ленинской философии, научного коммунизма и истории КПСС. Первым и бессменным руководителем факультета был назначен профессор М. А. Василик. В 1988 году в составе факультета была создана кафедра российской и зарубежной культуры. В 1989 году три кафедры ярко партийной направленности были перепрофилированы: кафедра марксистско-ленинской философии в кафедру философии, кафедра научного коммунизма в кафедру политологии а кафедра истории КПСС в кафедру истории. 
26 ноября 1990 года Факультет общественных наук был переименован в Гуманитарный факультет, в структуре нового факультета было создано девять основных кафедр:  инженерной педагогики и психологии, политология, отечественной и зарубежной культуры, русского языка, истории, философии, политической экономии, иностранных языков и физической культуры. В 2005 году на базе кафедры иностранных языков Гуманитарного факультета был создан Факультет иностранных языков, на базе которого в 2012 году был создан Институт прикладной лингвистики. 
В 2012 году произошло объединение Гуманитарного и Юридического  факультетов Санкт-Петербургского государственного политехнического университета на базе которых был создан Институт гуманитарного образования. В 2014 году на базе Института гуманитарного образования и Института прикладной лингвистики был создан единый Гуманитарный институт. В учебной структуре института были созданы пять Высших школ: лингводидактики и перевода, инженерной педагогики, психологии и прикладной лингвистики, международных отношений, медиакоммуникаций и связей с общественностью и юриспруденции и судебно-технической экспертизы, двух кафедр: общественных наук и иностранных языков. 
В составе института работает 9 докторов и 14 кандидатов наук, 6 профессоров и 1 Член-корреспондент РАО.

## Структура
Основной источник:

### Высшие школы
- Высшая школа лингводидактики и перевода
- Высшая школа инженерной педагогики, психологии и прикладной лингвистики
- Высшая школа международных отношений
- Высшая школа медиакоммуникаций и связей с общественностью
- Высшая школа юриспруденции и судебно-технической экспертизы

### Кафедры
- Кафедра общественных наук
- Кафедра иностранных языков

## Руководство
- 1985—2005 — д.ф.н., профессор Василик, Михаил Алексеевич
- 2005—2010 — д.и.н., профессор Леванков, Владимир Александрович
- 2010—2014 — д.с.н., профессор Тимерманис, Игорь Евгеньевич
- 2014—2015 — д.п.н., профессор Акопова, Мария Алексеевна
- 2015—2021 — д.п.н., профессор, чл.-корр. РАО Алмазова, Надежда Ивановна
- 2021 - по настоящее время - д.п.н. Чичерина Наталья Васильевна